# 1277 Dolores
1277 Dolores је астероид главног астероидног појаса са пречником од приближно 27,64 .
Афел астероида је на удаљености од 3,345 астрономских јединица (АЈ) од Сунца, а перихел на 2,051 АЈ.
Ексцентрицитет орбите износи 0,239, инклинација (нагиб) орбите у односу на раван еклиптике 6,964 степени, а орбитални период износи 1619,017 дана (4,432 године).
Апсолутна магнитуда астероида је 11,05 а геометријски албедо 0,087.
Астероид је откривен 18. априла 1933. године.